# میلن (دهانه)
میلن یک دهانه برخوردی در ماه‌ است.

## دهانه‌های اقماری
این دهانه ۶ دهانه اقماری دارد.
| Milne | عرض جغرافیایی | طول جغرافیایی | قطر          |
| ----- | ------------- | ------------- | ------------ |
| K     | ۳۲.۵° S       | ۱۱۳.۱° E      | ۶۵.۰ کیلومتر |
| M     | ۳۵.۷° S       | ۱۱۲.۱° E      | ۵۴.۰ کیلومتر |
| L     | ۳۳.۷° S       | ۱۱۲.۷° E      | ۲۶.۰ کیلومتر |
| N     | ۳۵.۵° S       | ۱۱۰.۸° E      | ۳۷.۰ کیلومتر |
| Q     | ۳۴.۳° S       | ۱۰۷.۳° E      | ۷۵.۰ کیلومتر |
| P     | ۳۷.۱° S       | ۱۰۷.۷° E      | ۹۵.۰ کیلومتر |